# Bomolocha albopunctalis
Bomolocha albopunctalis là một loài bướm đêm trong họ Noctuidae.